# Cantonul Valmont
Cantonul Valmont este un canton din arondismentul Le Havre, departamentul Seine-Maritime, regiunea Haute-Normandie, Franța.

## Comune
| Comune                   | Populație (1999) | Cod poștal | Cod INSEE |
| ------------------------ | ---------------- | ---------- | --------- |
| Ancretteville-sur-Mer    | 177              | 76540      | 76011     |
| Angerville-la-Martel     | 850              | 76540      | 76013     |
| Colleville               | 699              | 76400      | 76183     |
| Contremoulins            | 203              | 76400      | 76187     |
| Criquetot-le-Mauconduit  | 137              | 76540      | 76195     |
| Écretteville-sur-Mer     | 105              | 76540      | 76226     |
| Életot                   | 581              | 76540      | 76232     |
| Gerponville              | 316              | 76540      | 76299     |
| Limpiville               | 340              | 76540      | 76386     |
| Riville                  | 283              | 76540      | 76529     |
| Sainte-Hélène-Bondeville | 735              | 76400      | 76587     |
| Saint-Pierre-en-Port     | 838              | 76540      | 76637     |
| Sassetot-le-Mauconduit   | 930              | 76540      | 76663     |
| Sorquainville            | 162              | 76540      | 76680     |
| Thérouldeville           | 513              | 76540      | 76685     |
| Theuville-aux-Maillots   | 421              | 76540      | 76686     |
| Thiergeville             | 336              | 76540      | 76688     |
| Thiétreville             | 396              | 76540      | 76689     |
| Toussaint                | 728              | 76400      | 76708     |
| Valmont                  | 993              | 76540      | 76719     |
| Vinnemerville            | 213              | 76540      | 76746     |
| Ypreville-Biville        | 496              | 76540      | 76755     |